# Liste der Kulturdenkmäler in Ibra (Oberaula)
Die folgende Liste enthält die in der Denkmaltopographie ausgewiesenen Kulturdenkmäler auf dem Gebiet des Ortsteils Ibra der  Stadt Oberaula, Schwalm-Eder-Kreis, Hessen.
Hinweis: Die Reihenfolge der Denkmäler in dieser Liste orientiert sich an der Anschrift, alternativ ist sie auch nach der Bezeichnung oder der Bauzeit sortierbar.
Kulturdenkmäler werden fortlaufend im Denkmalverzeichnis des Landes Hessen durch das Landesamt für Denkmalpflege Hessen auf Basis des Hessischen Denkmalschutzgesetzes (HDSchG) geführt. Die Schutzwürdigkeit eines Kulturdenkmals hängt nicht von der Eintragung in das Denkmalverzeichnis des Landes Hessen oder der Veröffentlichung in der Denkmaltopographie ab.

| Bild            | Bezeichnung                                  | Lage                                             | Beschreibung | Bauzeit                            | Daten |
| --------------- | -------------------------------------------- | ------------------------------------------------ | ------------ | ---------------------------------- | ----- |
| Bild gesucht BW | Haupthaus einer Hofanlage Allendörfer Allee  | Allendörfer Allee (4) LageFlur: 6, Flurstück: 20 |              | Spätes 18. Jahrhundert             |       |
| Bild gesucht BW | Haupthaus einer Hofanlage Weißenbörner Weg 3 | Weißenbörner Weg 3 LageFlur: 6, Flurstück: 3/2   |              | Zweite Hälfte des 18. Jahrhunderts |       |
| Bild gesucht BW | Evangelische Filialkirche                    | LageFlur: 6, Flurstück: 15/1                     |              | Spätes 15. Jahrhundert             |       |